# August 2012
Acest articol este generat integral pe baza informațiilor din articolul 2012 și este actualizat periodic de un robot.
 Editările făcute în articol vor fi șterse la următoarea actualizare! Dacă doriți să faceți modificări, editați articolul-sursă.

ianuarie -
februarie -
martie -
aprilie -
mai -
iunie -
iulie -
august -
septembrie -
octombrie -
noiembrie -
decembrie
August 2012 a fost a opta lună a anului și a început într-o zi de miercuri.

## Evenimente

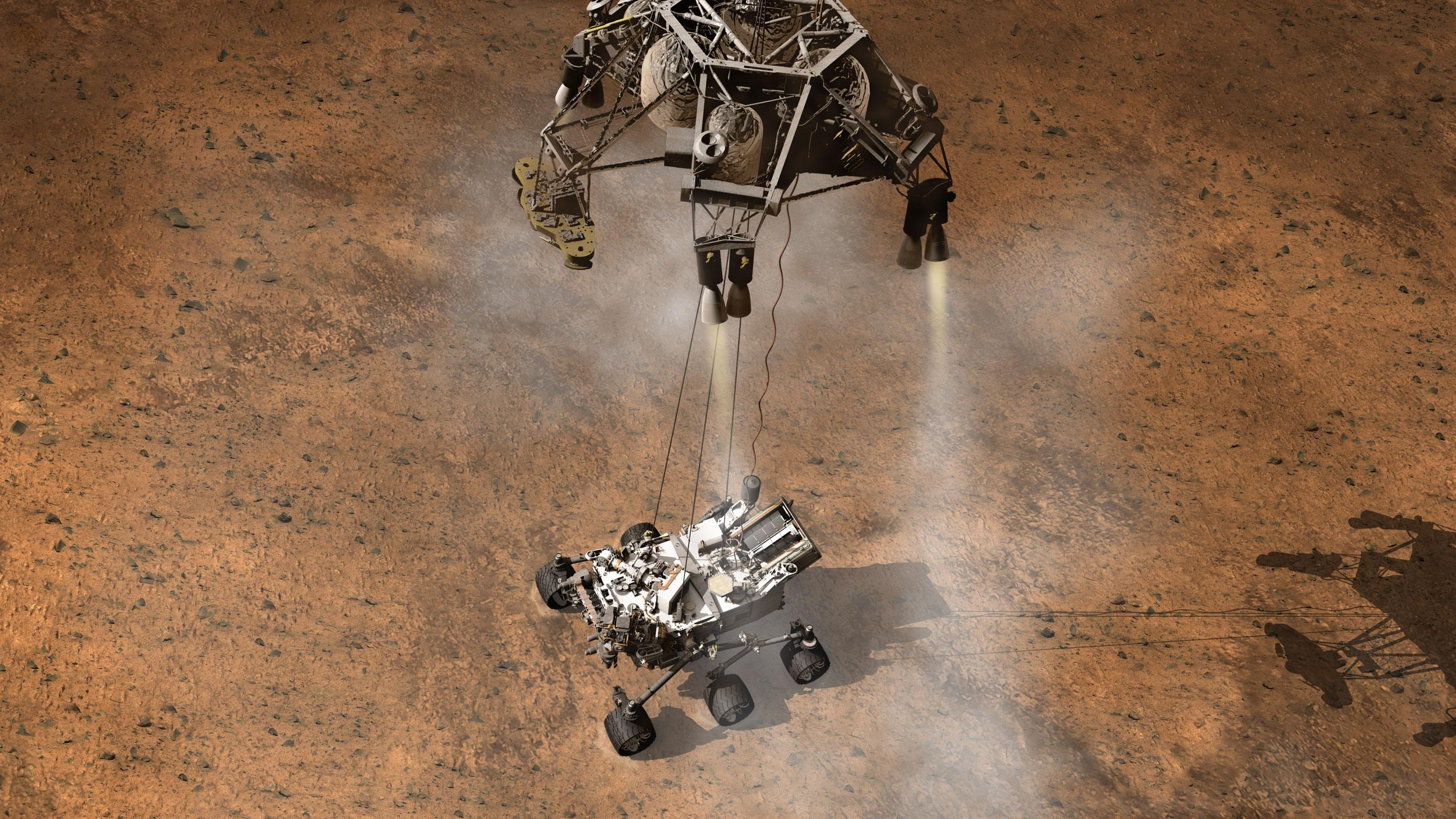
Roverul Curiosity a amartizat și a început să transmită imagini de pe suprafața planetei roșii

- 2 august: Kofi Annan demisionează din funcția de emisar internațional pentru Siria.
- 6 august: Mars Science Laboratory, cunoscut și ca rover-ul Curiosity, lansat de NASA la 26 noiembrie 2011, a ajuns pe Marte.
- 11 august: 306 morti și 3.037 de răniți în urma a două cutremure importante care s-au produs în regiunea Tabriz, în nord-vestul Iranului.
- 12 august: Ceremonia de închidere a Jocurile Olimpice de vară din 2012 din Londra, Regatul Unit al Marii Britanii.
- 16 august: Concert Lady Gaga la București.
- 17 august: În Federația Rusă, cele trei membre ale formației Pussy Riot sunt declarate "vinovate de huliganism" si arestate.
- 21 august: Premierul etiopian Meles Zenawi a decedat în noaptea de luni spre marți, a anunțat purtătorul de cuvânt al Guvernului etiopian Bereket Simon.
- 21 august: Curtea Constituțională a invalidat referendumul pentru suspendarea lui Traian Băsescu cu 6 voturi pentru și 3 contra.
- 24 august: În urma unui proces marcat de provocări, extremistul Anders Behring Breivik este găsit vinovat de comiterea atentatelor de la Oslo și Utoeya, soldate cu 77 de morți în iulie 2011. El a fost condamnat la 21 de ani închisoare, pedeapsa maximă, care poate fi prelungită atât timp cât va fi considerat periculos.
- 29 august: Încep Jocurile Paralimpice de vară, Londra.
- 31 august: Chirurgii din orașul britanic Manchester au efectuat cu succes primul implant a unui ochi bionic - prototip cu 24 de electrozi.
- 31 august: Armenia taie relațiile diplomatice cu Ungaria, în urma extrădării de grațiere din Azerbaidjan a lui Ramil Safarov, care a fost condamnat pentru uciderea unui soldat armean în Ungaria, în 2004.

## Decese
- 1 august: Samuel Damian (n. Samuel Druckmann), 82 ani, eseist român de etnie evreiască (n. 1930)
- 1 august: Keiko Tsushima, 86 ani, actriță japoneză (n. 1926)
- 2 august: Mihaela Ursuleasa, 33 ani, pianistă română (n. 1978)
- 4 august: Ioan Sorin Apan, 55 ani, profesor și etnolog român (n. 1957)
- 6 august: Harry Eliad, 85 ani, actor și regizor român de etnie evreiască (n. 1927)
- 6 august: Marvin Frederick Hamlisch, 68 ani, compozitor american de etnie evreiască (n. 1944)
- 10 august: James Lloyd Abbot, jr., 94 ani, amiral american (n. 1918)
- 10 august: Ioan Dicezare, 95 ani, pilot român în timpul celui de al 2-lea RM (n. 1916)
- 11 august: R. Duncan Luce, 87 ani, matematician și om de știință american (n. 1925)
- 12 august: Dumitru Enescu, 82 ani, inginer și geofizician român  (n. 1930)
- 14 august: Maja Bošković-Stulli, 89 ani, slavistă și folcloristă, istorică literară, scriitoare, editoră și academică croată (n. 1922)
- 14 august: Serghei Petrovici Kapița, 84 ani, fizician rus (n. 1928)
- 15 august: Harry Harrison (n. Henry Maxwell Dempsey), 87 ani, autor american de literatură SF (n. 1925)
- 16 august: Asher Ehrenfeld, 89 ani, rabin român-maghiar (n. 1923)
- 19 august: Iani Ciuciu (n. Petre Marinescu), 75 ani, interpret român (țambal) (n. 1936)
- 19 august: Michel Durand-Delga, 89 ani, geolog francez (n. 1923)
- 19 august: Tony Scott (Anthony David Leighton Scott), 68 ani, regizor britanic (n. 1944)
- 20 august: Rada Istrate, 60 ani, deputată română (1992-1996), (n. 1951)
- 20 august: Meles Zenawi (n. John Evans Atta Mills), 57 ani, președinte al Etiopei (1991-1995), (n. 1955)
- 21 august: Maria Simionescu, 84 ani, antrenoare română (gimnastică), (n. 1927)
- 24 august: Abdul Shakoor al-Turkistani, 46 ani, emir al Turkistanului, Partidul Islamic de Est (n. 1931)
- 25 august: Neil Armstrong (Neil Alden Armstrong), 82 ani, astronaut american, primul om care a pășit pe Lună (Apollo 11, 1969), (n. 1930)
- 26 august: János Matekovics, 72 ani, jurnalist maghiar (n. 1939)
- 27 august: Mirela Zafiri, 41 ani, interpretă română de lieduri (n. 1940)
- 28 august: Alfred Schmidt, 80 ani, filosof german (n. 1931)
- 30 august: Cornel Todea, 76 ani, regizor de teatru și realizator de emisiuni TV (n. 1935)
- 30 august: Gabriel Antoine Vahanian, 85 ani, teolog catolic francez (n. 1927)
- 31 august: Constanța Buzea, 71 ani, poetă română (n. 1941)
- 31 august: Carlo Maria Martini, 85 ani, cardinal italian (n. 1927)
- 31 august: Serghei Sokolov, 101 ani, mareșal rus, Ministru al Apărării (1984-1987), (n. 1911)